# Kei Yamaguchi
Kei Yamaguchi (jap. 山口 慶 Yamaguchi Kei; ur. 11 czerwca 1983) – japoński piłkarz.

## Kariera klubowa
Od 2002 do 2014 roku występował w klubach Nagoya Grampus i JEF United Ichihara Chiba.

## Kariera reprezentacyjna
W 2003 roku Kei Yamaguchi zagrał na Mistrzostwach Świata U-20.